# Syngrapha rectangula
Syngrapha rectangula är en fjärilsart som beskrevs av Kirby 1837. Syngrapha rectangula ingår i släktet Syngrapha och familjen nattflyn. Inga underarter finns listade i Catalogue of Life.

## Bildgalleri

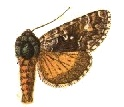